# 劉卿
劉卿（1553年—？），字德懋，號孔源，陝西漢中府金州人，民籍，明朝政治人物。

## 生平
隆庆四年（1570年）庚午科陝西鄉試第四十三名，萬曆八年（1580年）庚辰科會試第二百八十六名，登三甲第四十四名進士。户部觀政，本年授临晋知县，丁憂歸。十二年复除武强县知县，十三年调任滑县，十五年擢吏部主事，十七年升稽勋司员外郎，调考功司，十八年告病。二十年调稽勋司，调考功司，二十一年二月升河南汝南道副使，因与河南巡按御史李時華不合，辞官歸。二十二年九月起补四川副使，分巡川西，负责采木事宜，二十五年三月加升右参政兼佥事，專管采木，二十六年六月调山西宣武道参政，二十八年四月升山东按察使、整饬辽东开原兵备，三十一年三月升山东右布政使，霸州道兵备，三十四年正月进左布政兼副使，支正二品俸，照旧管事，三十五年正月考察以浮躁降调。

## 家族
曾祖劉承恩；祖父劉榮；父劉進孝。母勞氏。